# Mayrhofberg
Der Mayrhofberg, auch Mayrhoferberg, ist ein 654 m ü. A. hoher Berg im Hausruckviertel in Oberösterreich. Er liegt in der Gemeinde Stroheim und ist die höchste Erhebung im Bezirk Eferding. Auf seinem Gipfel befindet sich eine Aussichtswarte.
Vom Mayrhofberg reicht der Blick ins Eferdinger Landl, ins Hausruck- und Mühlviertel und bei klarer Sicht bis in die Alpen.
Wanderwege führen von Eferding und Hartkirchen auf den Mayrhofberg.

## Mayrhofbergwarte
Die gemauerte Aussichtswarte wurde 1884 vom Verschönerungsverein Aschach-Eferding errichtet und ist jederzeit begehbar.